# 被演算子
被演算子（ひえんざんし、英: operand）とは、演算子が意味する演算の対象（数学的対象・あるいは演算可能な量など）である。 英語名からオペランド(operand)とも呼ばれる。

## 表記

### 被演算子としての式
被演算子は時には複雑で、被演算子と演算子から構成された式から成る場合もある。
{\displaystyle (3+5)\times 2\;}
上記の式において、'(3 + 5)'は、乗法演算子に対する最初の被演算子であり、'2'は2番目の被演算子である。'(3 + 5)' はそれ自体が式で、加算演算子を含み、'3'と'5'という被演算子を持つ。
数式処理システムあるいは人力で以下のような式を代数的に取り扱う場合、被演算子となる '(a + b)' と '(a + 2b)' はそれぞれ多項式環の元である。
{\displaystyle (a+b)\times (a+2b)\;}

### 被演算子の位置
数学記号の状況により、用いられる被演算子に関する演算子の位置は変化することもある。算術では中置記法が一般的だが、数学における関数の f(1, 2) のような記法は前置である。前置記法や後置記法といった、他の記法も存在する。これらの中置以外の記法は、特に計算機科学では普通のものである。
以下は全て'1'と'2'の加算を表す、3つの異なる記法を比較したものである。
{\displaystyle 1+2\;}（中置記法）
{\displaystyle +\;1\;2}（前置記法）
{\displaystyle 1\;2\;+}（後置記法）

### 挿入表記と演算順序
優先順序は、型演算子がどの値を評価するかに影響を及ぼす:
{\displaystyle 3+5\times 2}
通常広く行われている約束事に従うと、上記の式において、乗法演算子は加算演算子よりも高い優先権を持つ。そのため、乗法演算子は'5'と'2'の被演算子を持つ。加算演算子は'3'と'5 × 2'の被演算子を持つ。
慣習により設定された規則に応じて演算順序を実行することは重要である。もし読者が式を評価したが正しい演算順序に従っていない場合、読者は以後違う値をもたらしてしまう。演算順序に従っていないため、違う値は不正な値である。読者は、各演算が適切な順序で実行された場合のみ、正しい式の値に到達する。

### アリティ
演算子の被演算子の数はアリティと呼ばれる。アリティに基づき、演算子は無項演算（被演算子なし）、単項演算（1つの被演算子）、二項演算（2つの被演算子）、三項演算などに分類される。

## コンピュータ
プログラミング言語において、演算子および被演算子の定義は数学のそれとほとんど同じである。
日本ではカタカナ語でオペランドとした場合は機械語ないしアセンブリ言語の、命令の中の操作または演算されるべきデータを指定する部分およびそのデータ自身を指す意味で使われることが多い。一般に、機械語の1個の命令は、(1個の)オペコードと0個以上のオペランドから成る。
命令では、add Aやmultiply Xのように演算を記述するが、ここでAとかXは、レジスタ、メモリアドレス、リテラル定数、あるいはラベルであり、オペランドとはそれらのこと、ないし、その中身のことである。命令セットにより、オペランドはゼロか、1つか、2つか、またはそれ以上である。